# مسجد ماليندي
مسجد ماليندي هو مسجد في ستون تاون في زنجبار في تنزانيا، يقع بالقرب من الميناء. وهو واحد من أقدم المساجد في زنجبار، إذ يرجع تاريخه إلى القرن الخامس عشر. تم بناؤه من قبل المسلمين السنة وفيه بعض الميزات المعمارية غير العادية، حيث تتخذ مئذنته شكلا مخروطيا (وهي واحدة من ثلاث مآذن فقط على هذا الشكل في شرق أفريقيا) ومنصة مربعة.